# Phare d'Egg Rock
Le phare d'Egg Rock (en anglais : Egg Rock Light) est un phare actif situé dans la Frenchman Bay, dans le Comté de Hancock (État du Maine).
Il est inscrit au Registre national des lieux historiques depuis le 21 janvier 1988 .

## Histoire
Construit en 1875, c'est un phare à l’architecture unique du littoral du Maine, avec une tour carrée faisant saillie à travers la maison du gardien carré. Il est situé sur Egg Rock (ceb), à mi-chemin entre l'île des Monts Déserts et la péninsule Schoodic.
La station d'Egg Rock se compose de deux bâtiments, d'un phare combiné avec la maison du gardien, et d'un bâtiment de signal de brouillard en brique, construite en 1904, située au sud-ouest du bâtiment principal. La maison du gardien est un bâtiment à ossature de bois. Sa lentille de Fresnel d'origine de 5e a été remplacé, en 1986, par un Aerobeacon VRB-25 (en).
La station a été automatisée par l'United States Coast Guard en 1976, date à laquelle ses structures auxiliaires, à l'exception de la station de brouillard, ont été démolies. Le phare est toujours géré par la Garde côtière mais n'est pas ouvert au public. l'île et les bâtiments sont la propriété du United States Fish and Wildlife Service .
Le site est ouvert de septembre à mars et il est fermé durant la période de nidifications des oiseaux de mer.

## Description
Le phare  est une tour cylindrique en brique, avec une galerie et une lanterne de 12 m de haut. La tour est peinte en blanc et la lanterne est noire. Il émet, à une hauteur focale de 20 m, un éclat rouge de 0.5 seconde par période de 5 secondes. Sa portée est de 18 milles nautiques (environ 33 km). Il est équipé d'une corne de brume émettant deux blasts par période de 30 secondes.

## Caractéristiques dufeu maritime
Fréquence : 5 secondes (R)
- Lumière : 0.5 seconde
- Obscurité : 4.5 secondes

Identifiant : ARLHS : USA-268 ; USCG : 1-1865 - Amirauté : J0040 .
|          |
| Egg Rock |

|          |
| Le phare |

### Lien connexe
- Liste des phares du Maine